# 주에스토니아 대한민국 대사관
주에스토니아 대한민국 대사관(에스토니아어: Korea Vabariigi Suursaatkond Eestis)은 에스토니아 탈린에 개설된 대한민국 외교부 소속의 대사관이다.

## 역사
대한민국과 에스토니아는 에스토니아가 소련으로부터 독립한 직후인 1991년 10월 17일에 대사급 외교 관계를 맺었으나, 양국간 외교 관계 및 수요가 적어 상주 공관은 마련되지 않았다. 에스토니아 정부에서는 대한민국 주재 공관 개설 이전까지 주일본 에스토니아 대사관이 대한민국을 겸임해 왔고, 대한민국 정부에서도 에스토니아 주재 공관 개설 이전까지 주핀란드 대한민국 대사관이 에스토니아를 겸임해 왔다.
2020년 12월에 에스토니아 정부가 대한민국 서울에 주한 에스토니아 대사관을 정식 개설하면서 대한민국 정부에서도 2023년 11월 7일에 주에스토니아 대사관 개설을 결정했다. 2024년 8월 20일에는 윤석열 대한민국 대통령이 김일응 초대 주에스토니아 대한민국 대사에게 신임장을 봉정했고, 2024년 8월 29일에는 김일응 대사가 알라르 카리스 에스토니아 대통령에게 신임장을 제정했다. 2025년 3월 19일에 주에스토니아 대한민국 대사관이 정식 개관했다.

## 같이 보기
- 대한민국-에스토니아 관계
- 주한 에스토니아 대사관